# Domènec Ram
Domènec Ram (? - Rome, 25 april 1445) is een Catalaanse jurist, politicus en seculier geestelijke. Hij was bisschop van Osca en van Lleida, aartsbisschop van Tarragona en kardinaal. Op 14 juli 1428 werd hij door de Staten-Generaal verkozen tot president van de Generalitat de Catalunya
Hij studeerde rechten aan de Universiteit Lleida. Hij had aanvankelijk een goede relatie met paus Benedictus XIII, die Ram tot nuntius bij koning Maarten I van Aragon (1356-1410) benoemd had. Hij speelde een belangrijke rol in het zogenaamde Compromis van Caspe (1410) dat de opvolging regelde na de dood van Maarten I. Hij liet uiteindelijk Benedictus XIII vallen en koos voor de reguliere Roomse paus. Hij kroonde Ferdinand I van Aragon die hem later tot ambassadeur in Napels benoemde. In 1429 wordt hij op diplomatieke missie gestuurd om een pact te onderhandelen met Álvaro de Luna wat uiteindelijk tot een tijdelijke wapenstilstand tussen de Kroon van Castilië en de Kroon van Aragon.
Later werd hij onderkoning van Sicilië als dank voor bewezen diensten en ook pauselijk nuntius in Napels, Sicilië, Sardinië en Corsica. Hij werd op 22 augustus 1434 gepromoveerd tot aartsbisschop van Tarragona, maar hij was zelden of nooit in zijn aartsbisdom, voortdurend onderweg voor een of andere politieke missie.
Op het einde van zijn leven verbleef hij vanaf 1443 permanent in Rome, waar hij vicedeken van het kardinaalscollege was. Hij was ook een belangrijke tussenpersoon aan het pauselijke hof voor koning Alfons de Grootmoedige. Hij overleed op 25 april 1445 en werd begraven in de basiliek van Sint-Jan van Lateranen.